# Ameerega planipaleae
Ameerega planipaleae е вид жаба от семейство Дърволази (Dendrobatidae). Видът е критично застрашен от изчезване.

## Разпространение
Разпространен е в Перу.

## Описание
Популацията на вида е намаляваща.